# Monte do Bispo
Monte do Bispo é uma localidade portuguesa do município de Belmonte, anexa à freguesia de Caria, com 0,7563 km² de área e 189 habitantes (2011) tendo por isso, à altura, uma densidade populacional de 249.9 hab/km². Tem limites com os concelhos da Covilhã (Peraboa), Sabugal (Casteleiro) e Fundão (Três Povos).

## História[2]
Esta localidade aparece referenciada nas Inquirições Paroquiais de 1758. Nessa altura era designada Quinta do Monte do Bispo, toponímia que se relaciona como facto de um dos Bispos da Guarda passar aqui alguns dos seus momentos de lazer.

## Património

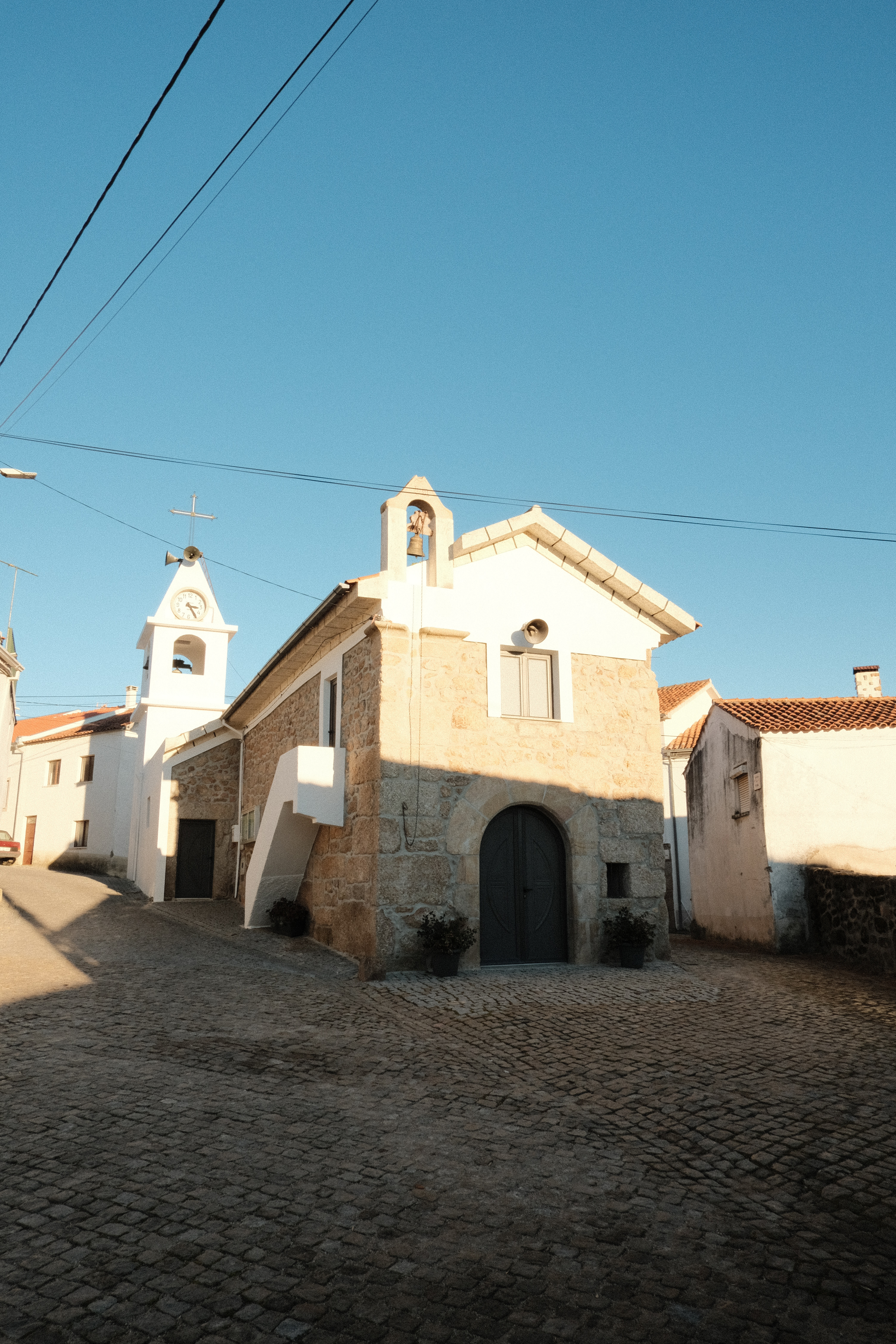
Vista exterior da Capela de Santa Luzia, Monte do Bispo

## Património[2]

### Capela de Santa Luzia
A Capela de Santa Luzia encontra-se situada num largo e data do século XVI, altura em que terá sido fundada por um Bispo da Guarda.
No exterior, o frontispício desta capela apresenta, sineira de granito, ostentando a data de 1851 (fachada principal, à direita) e porta, em arco de volta perfeita, encimado por uma janela rectangular.
Na esquina direita descobre-se um relógio de sol integrado na fachada.
Na fachada lateral direita a porta é encimada pela inscrição: "F.F. 1851". A sacristia e a torre sineira encontram-se adossadas à esquerda.
No interior, a parede testeira da capela-mor apresenta, ao centro a representação de Cristo Crucificado, ladeado por mísulas de madeira com decorações vegetalistas relevadas, que ostentam as esculturas de Nossa Senhora da Conceição (direita) e Santa Luzia, a santa padroeira (esquerda).
Nas paredes laterais, mísulas idênticas, ostentam Nossa Senhora de Fátima (direita) e Sagrado Coração de Jesus (esquerda). Do lado esquerdo, um nicho em arco de volta perfeita, encerra a escultura de S. José e o Menino.
A capela-mor é antecedida por um arco de volta perfeita cujo granito se conserva à vista.
Na nave observam-se ainda duas mísulas que ostentam outras duas pequenas esculturas. O coro-alto tem acesso pelo exterior.

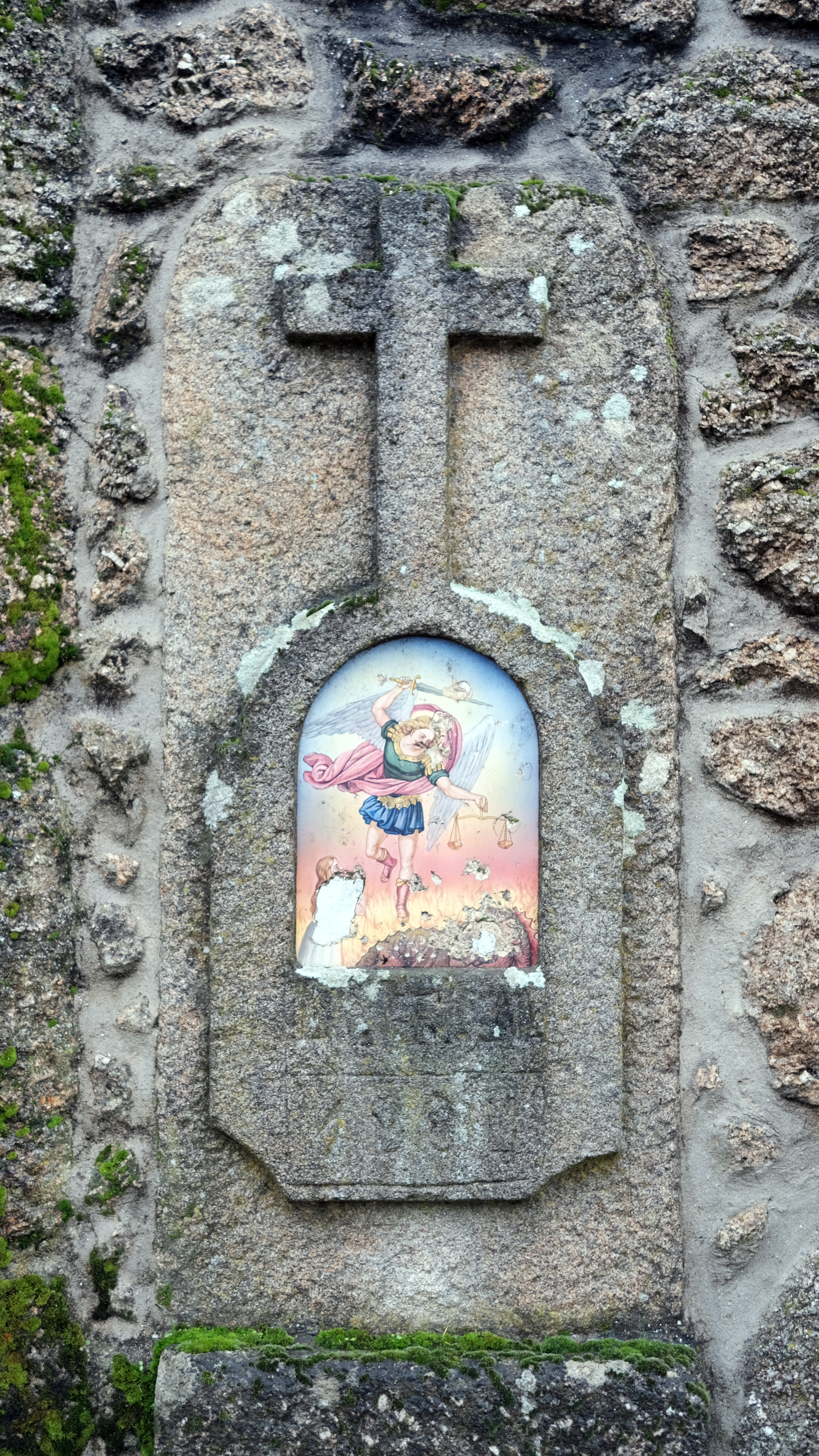
Painel do Arcanjo Miguel (Alminha), Monte do Bispo

### Painel do Arcanjo Miguel
O painel do Arcanjo Miguel é uma alminha integrada na fachada de uma casa. Este painel apresenta nicho de volta perfeita onde se observa uma representação do Arcanjo Miguel lutando contra o demónio e uma alma suplicante no meio das chamas.
Este Arcanjo justiceiro apresenta na mão esquerda uma balança (para pesar o bem e o mal).
Na moldura, em baixo apresenta inscrições, com iniciais e uma a data. É encimada por cruz latina relevada. Estes marcos religiosos marcavam efemérides, mortes trágicas, ou simplesmente apelam à oração pelos que já tinham falecido.

## Festividades[3]
- Festas em Honra de Santa Luzia - Agosto
- MonteFest: Festival de Outono - Outubro

## Colectividades[3]
- AiNMC – Associação iN Monte Cultural
  - Constituída em 15 de Abril de 2011, tem como objeto social a divulgação da cultura em geral, e em particular da música e a promoção e dinamização de atividades de carácter social, de lazer, tempos livres e desporto, em diversas frentes socioculturais.[4]

- Centro Cultural Desportivo e Recreativo de Monte do Bispo
  - Fundada em 04/02/1983[5]

## Aproveitamento Hidroagrícola da Cova da Beira[6]
O Aproveitamento Hidroagrícola da Cova da Beira localiza-se na parte setentrional da Beira Baixa, correspondendo a uma bacia tectónica de altitude compreendida entre 400 e 500 metros, que se desenvolve entre as serras da Estrela, Gardunha e Malcata. O sistema hidrográfico desta vasta depressão é composto pelo rio Zêzere e seus principais afluentes.

### Reservatório do Monte do Bispo (T7)[7]
O reservatório de terra homogénea T7 (Tomada 7) é uma estrutura de compensação. Este reservatório destina-se a armazenar os volumes de água existentes em excesso no CCG (Canal Condutor Geral). A conduta principal T7 é responsável pelo abastecimento do bloco de Caria.
No dia 28 de Junho de 2009 José Sócrates (na altura o primeiro-ministro de Portugal) e Jaime Silva (ministro da Agricultura), estiveram presentes na cerimónia de adjudicação dos blocos de rega da Covilhã e Fundão, que decorreu no reservatório do Monte do Bispo, Belmonte.